# Anthurium ianthinopodum
Anthurium ianthinopodum é uma espécie de  planta do gênero Anthurium e da família Araceae. 

## Taxonomia
A espécie foi descrita em 2007 por Simon Joseph Mayo e Marcus A. Nadruz.
O seguinte sinônimo já foi catalogado:
- Anthurium harrisii ianthinopodum  Engl.

## Forma de vida
É uma espécie epífita e herbácea.

## Descrição
Epífita, ocasionalmente rupícola, semiesciófila
a esciófila; caule ereto; entrenós esverdeados, 0,3–2 cm de comprimento. Possui catafilos e profilos creme-rosados, acastanhados a cor-de-palha, inteiros a levemente decompostos no ápice, levemente decompostos a decompostos, persistentes a caducos para a base do caule, com 0,6–8,2 cm de comprimento; bainha 0,8–3,5 cm de comprimento; pecíolo esverdeado, obtuso abaxialmente, plano a canaliculado com margens obtusas adaxialmente, 2,1–25,35 Å~ 0,4–0,5 cm; com genículo mais espesso, concolor a levemente
mais claro que o pecíolo, 0,3–1,3 cm de comprimento.
Possui lâmina foliar esverdeada discolor a levemente concolor, ereta, subcartácea a membranácea em material seco, cartácea em material vivo, não pruinosa abaxialmente, pontos glandulares ausentes, lanceolada, linear-lanceolada, linearoblonga, levemente mais estreita em direção a base, base cuneada a aguda, ápice agudo curtamente apiculado a rostrado, 9,75–66,25 Å~ 2,35–12,8 cm. A nervura mediana é obtusa abaxialmente, subaguda a obtusa adaxialmente com nervuras secundárias levemente visíveis a impressas adaxialmente e levemente proeminentes a proeminentes abaxialmente, 6– 24 em ambas as faces. Possuei nervura coletora saindo da base laminar ou um pouco acima dela, 0,1–1,2 cm afastadas da margem; pedúnculo 8–33 cm de comprimento; espata esverdeada, esverdeada com nuança rósea, avermelhada, deflexa, formando ângulo geralmente agudo a raramente obtuso com o pedúnculo, lanceolada a linear-lanceolada, decorrência 0,25–2,2 cm de comprimento, 1,75–8,1 Å~ 0,6–1 cm; espádice séssil ou curtamente estipitado, cilíndrico, esverdeado, esverdeado a castanhado, avermelhado, vináceo, acastanhado, ferrugíneo, 2,3–16,2 cm de comprimento, estípite 2,5 mm de comprimento; bagas preto-purpurescente no ápice esverdeadas a esbranquiçado para a base.

## Conservação
A espécie faz parte da Lista Vermelha das espécies ameaçadas do estado do Espírito Santo, no sudeste do Brasil. A lista foi publicada em 13 de junho de 2005 por intermédio do decreto estadual nº 1.499-R.

## Distribuição
A espécie é endêmica do Brasil e encontrada nos estados brasileiros de Bahia e Espírito Santo. 
A espécie é encontrada no domínio fitogeográfico de Mata Atlântica, em regiões com vegetação de floresta ombrófila pluvial.